# Laguna del Silencio
La Laguna del Silencio est un lac de Colombie, situé au pied du volcan Doña Juana et dans le parc national naturel du complexe volcanique de Doña Juana-Cascabel, sur le territoire du corregimiento de Las Mesas au sein de la municipalité d'El Tablón de Gómez.

## Description
La surface du lac est de 3,29 ha.

## Toponymie
El Silencio est le nom de la vereda de Las Mesas où est situé le lac. Ce nom qui désigne le silence vient du fait que l'activité humaine est quasiment absente de la région et que c'est donc un endroit très tranquille, seulement troublé par le bruit des cours d'eau.